# 定態

設想經典力學裏的諧振子 系統（A-B），一條彈簧的一端固定不動，另一端有一個帶質量圓球；在量子力學裏， （C-H）展示出同樣系統的薛丁格方程式的六個波函數解。橫軸坐標表示位置，豎軸坐標表示機率幅的實部（藍色）或虛部（紅色）。（C-F）是定態，（G、H）不是定態。定態的能量為駐波振動頻率與約化普朗克常數的乘積。

描述諧振子的含時薛丁格方程式的三個波函數解。左邊：波函數機率幅的實部（藍色）或虛部（紅色）。右邊：找到粒子在某位置的機率，這說明了為甚麼機率與時間無關的量子態被稱為「定態」。上面兩個橫排是定態，最下面橫排是疊加態 。

在量子力學裏，定態（stationary state）是一種量子態，定態的機率密度與時間無關。以方程式表式，定態的機率密度對於時間的導數為
{\displaystyle {\frac {d}{dt}}|\Psi (x,\,t)|^{2}=0} ；
其中，{\displaystyle \Psi (x,\,t)} 是定態的波函數，{\displaystyle x} 是位置，{\displaystyle t} 是時間 。
設定一個量子系統的含時薛丁格方程式為
{\displaystyle -{\frac {\hbar ^{2}}{2m}}{\frac {\partial ^{2}}{\partial x^{2}}}\Psi +V\Psi =i\hbar {\frac {\partial }{\partial t}}\Psi } ；
其中，{\displaystyle \hbar } 是約化普朗克常數，{\displaystyle m} 是質量，{\displaystyle V(x)} 是位勢。
這個方程式有一個定態的波函數解：
{\displaystyle \Psi (x,\,t)=\psi (x)e^{-iEt/\hbar }} ；
其中，{\displaystyle \psi (x)} 是 {\displaystyle \Psi (x,\,t)} 的不含時間部分，{\displaystyle E} 是能量。
將這定態波函數代入含時薛丁格方程式，則可除去時間關係：
{\displaystyle -{\frac {\hbar ^{2}}{2m}}{\frac {\partial ^{2}}{\partial x^{2}}}\psi +V\psi =E\psi } 。
這是一個不含時薛丁格方程式，可以用來求得本徵能量 {\displaystyle E} 與伴隨的本徵函數 {\displaystyle \psi _{E}(x)} 。定態的能量都是明確的，是定態薛丁格方程式的本徵能量 {\displaystyle E} ，波函數 {\displaystyle \psi (x)} 是定態薛丁格方程式的本徵函數 {\displaystyle \psi _{E}(x)} 。

## 機率密度與時間無關
雖然定態 {\displaystyle \Psi (x,\,t)} 很明顯的含時間。含時間部分是個相位因子。定態的機率密度不含有相位因子這項目：
{\displaystyle |\Psi (x,\,t)|^{2}=|\psi (x)|^{2}} 。
所以，定態的機率密度與時間無關。一個直接的後果就是期望值也都與時間無關。例如，位置的期望值 {\displaystyle \langle x\rangle } 是
{\displaystyle {\begin{aligned}\langle x\rangle &=\int _{-\infty }^{\infty }\Psi ^{*}(x,\,t)x\Psi (x,\,t)\,dx\\&=\int _{-\infty }^{\infty }\,x|\Psi (x,\,t)|^{2}\,dx\\&=\int _{-\infty }^{\infty }\,x|\psi (x)|^{2}\,dx\\\end{aligned}}} 。
再舉一例，動量的期望值 {\displaystyle \langle p\rangle } 是
{\displaystyle {\begin{aligned}\langle p\rangle &=\int _{-\infty }^{\infty }\Psi ^{*}(x,\,t){\frac {\hbar }{i}}{\frac {\partial }{\partial x}}\Psi (x,\,t)\,dx\\&={\frac {\hbar }{i}}\int _{-\infty }^{\infty }\psi (x)e^{iEt/\hbar }{\frac {\partial }{\partial x}}(\psi (x)e^{-iEt/\hbar })\,dx\\&={\frac {\hbar }{i}}\int _{-\infty }^{\infty }\,\psi ^{*}(x){\frac {\partial }{\partial x}}\psi (x)\,dx\\\end{aligned}}} 。
所以，{\displaystyle \langle x\rangle } 和 {\displaystyle \langle p\rangle } 都與時間無關。一般而言，給予任意一個位置與動量的函數 {\displaystyle f(x,\,p)} ，期望值 {\displaystyle \langle f(x,\,p)\rangle } 必然與時間無關。

## 參閱
- 純態
- 混合態
- 基態
- 激發態
- 束縛態
- 真空態
- 相干態
- 簡併態